# Erwin Rommel
Erwin Johannes Eugen Rommel (; vzdevek Puščavska lisica, ), nemški feldmaršal, * 15. november 1891, Heidenheim, Nemčija, † 14. oktober 1944, Herrlingen, Nemčija.
Rommel je bil eden od najbolj spoštovanih nemških feldmaršalov druge svetovne vojne. Bil je poveljnik Nemškega afriškega korpusa in je bil znan tudi kot »Puščavski lisjak«. Vzdevek si je prislužil s taktično zelo dobrimi vojaškimi operacijami v Severni Afriki; po mnenju mnogih velja za najboljšega generala druge svetovne vojne v puščavskem bojevanju. Da bi ustavil zavezniško invazijo na Normandijo, je bil pozneje postavljen za poveljnika nemških sil.
Rommel ni znan le po svojih izjemnih vojaških operacijah, ampak tudi po prizanesljivem ravnanju z ujetniki, saj namreč ni upošteval Hitlerjevega neposrednega ukaza, naj takoj ustrelijo vse zajete komandose. Znan je tudi po svoji posredni vpletenosti v atentat na Hitlerja, zaradi česar je bil pozneje, še pred koncem vojne, prisiljen storiti samomor.

## Življenje

### Mladost
Rommel je bil rojen v Heidenheimu v Württembergu, ki je približno 45 km oddaljen od Ulma. Krščen je bil 17. novembra 1891. Bil je drugi sin protestantskega ravnatelja gimnazije v Aalenu, Erwina Rommla starejšega in Helene von Luiz. Imel je še dva brata Karla in Gerharda, ter sestro Helene. Rommel je nekoč zapisal: »Moja zgodnja leta so bila zelo lepa.« Hotel je postati inženir, a se je na očetovo željo pridružil 124. württemberškemu pehotnemu polku kot kadet leta 1910, nakar je bil kmalu poslan v kadetsko častniško šolo v Gdansku (takrat Danzig).
V šoli je leta 1911 spoznal svojo bodočo ženo, Lucie Mario Mollin. Maturiral je novembra 1911 in januarja 1912 je napredoval v poročnika. Rommel in Lucie sta se poročila leta 1916 ter 1928 dobila sina Manfreda, ki je pozneje postal župan Stuttgarta. Rommel je imel tudi afero z Walburgo Stemmer leta 1913 in z njo je imel hčerko Gertrudo.

### Prva svetovna vojna
Med prvo svetovno vojno se je Rommel boril v Franciji, Romuniji in Italiji, sprva kot pripadnik 6. württemberškega pehotnega polka, nato pa Württemberškega gorskega bataljona, ki je bil v sestavi elitnega nemškega Alpskega korpusa. Med služenjem v Alpskem korpusu je hitro postal slaven po sprejemanju hitrih taktičnih odločitev in izkoriščanju sovražnikove zmede. Ranjen je bil trikrat in odlikovan z železnim križcem prvega in drugega razreda. Postal je tudi prejemnik najvišjega pruskega odlikovanja, Pour le Mérite, potem ko se je bojeval v gorah zahodne Slovenije (soška fronta). Priznanje je dobil za osvojitev gore Matajur in njenih braniteljev (150 italijanskih častnikov, 7.000 mož in 81 topov). Njegov bataljon je med soškimi ofenzivami sodeloval tudi v kemičnem bojevanju ter igral ključno vlogo v odločni zmagi nad italijansko vojsko v bitki pri Kobaridu.
Med bojevanjem ob Soči so ga Italijani zajeli. Uspelo mu je pobegniti in zaradi znanja italijanščine je uspel po dveh tednih doseči nemške položaje. Pozneje med drugo svetovno vojno, ko sta bili Nemčija in Italija zaveznici, je bil Rommel kritičen do sposobnosti italijanskih vojakov, dokler ni ugotovil, da so izgube v bitkah posledica slabega vodstva in opreme, ter da se lahko pod ustreznim poveljstvom merijo z nemškimi vojaki.

### Medvojna leta
Po vojni je bil Rommel poveljnik bataljonov in nato inštruktor v Dresdenski pehotni šoli (1929–1933) in v Potsdamski vojni akademiji (1935–1938). Rommlovi vojni dnevniki Infanterie greift an so izšli leta 1937 in so postali zelo priljubljen vojni učbenik. To pa je tudi pritegnilo pozornost Adolfa Hitlerja, ki ga je še isto leto postavil kot povezovalnega častnika pri Hitlerjugendu, pri čemer je sodeloval pri razvoju paravojaškega urjenja, terenskih vaj in strelskega urjenja. Kopenska vojska je tako zagotovila strelske inštruktorje za Strelsko šolo Hitlerjugenda v Turingiji, kjer so nato izšolali mladinske strelske inštruktorje za regijske strelske šole.
Leta 1937 je Rommel izvedel turnejo po različnih srečanjih in taborih Hitlerjugenda, kjer je predaval o nemškem vojaštvu, hkrati pa je nadziral zgradbe in urjenje. Istočasno je pritiskal na von Schiracha, poveljnika Hitlerjugenda, da naj v čim večji večji meri razširi sodelovanje kopenske vojske pri urjenju. Von Schirach je to zavrnil, saj se je bal, da bi Hitlerjugend tako postal mladinska rezerva vojske. Posledično so sklenili drugačen dogovor o sodelovanju, po katerem je vojska zagotavljala urjenje strelskih inštruktorjev. Leta 1938 se je vrnil v Potsdam.
Leta 1938 je bil Rommel (zdaj polkovnik) imenovan za poveljnika vojne akademije v Dunajskem Novem mestu. Tu je pričel s pisanjem nadaljevanja Pehota napada in sicer Panzer greift an, a je bil kmalu s tega mesta odpuščen, saj je bil imenovan za poveljnika Hitlerjevega spremstvenega bataljona (Führer-Begleitbatallion), ki naj bi ga varoval, medtem ko je potoval v okupirano Češkoslovaško in Memel s prirejenim vlakom (Führersonderzug). V tem času je spoznal in se spoprijateljil z Goebbelsom, rajhovskim ministrom za propagando. Goebbels je bil velik Rommlov občudovalec in med vojno je poskrbel, da so bili Rommlovi dosežki objavljeni v medijih.

### Druga svetovna vojna

#### Poljska 1939
Rommel je bil še vedno poveljnik Führer-Begleit-Batalliona med poljsko kampanjo. Pogosto je šel čisto blizu fronte s Führersonderzug in je pogosto videval Hitlerja. Po poljski kapitulaciji se je Rommel vrnil v Berlin, da bi organiziral Hitlerjevo parado zmage, kjer je tudi sam sodeloval.

#### Francija 1940

##### Tankovski poveljnik
Rommel je zaprosil Hitlerja za poveljstvo tankovske divizije in tako je 6. februarja 1940, samo tri mesece pred pričetkom Primera Rumeni, prejel poveljstvo nad 7. tankovsko divizijo. Ta primer nepotizma ni ostal nespregledan pri ostalih častnikih, ki so se nad tem pritožili ter Rommla predlagali za poveljstvo gorske divizije, saj predhodno ni imel izkušenj s tanki. Toda Rommel se je pričel zanimati za uporabo mobilne pehote in je prišel do spoznanja o uporabnosti oklepnih sil na Poljskem; sam se je pričel izobraževati s področja oklepnega bojevanja.

##### Napad na Francijo
10. maja 1940 je 7. tankovska divizija, del 15. armadnega korpusa (pod poveljstvom Hermanna Hotha), napredovala v Belgiji ter dosegla reko Meuse blizu valonske občine Dinant. Tu je bila zaustavljena zaradi uničenega mostu in bila pod nenehnim belgijskim ostrostrelskim in artilerijskim ognjem. Ker je Nemcem primanjkovalo dimnih granat, je Rommel osebno vodil prečkanje reke (izkrcal se je v drugem valu), kjer so na nasprotnem bregu zažgali nekaj bližnjih hiš ter tako zagotovili dimno zaveso. Divizija je tako nadaljevala prodor v notranjost, pri čemer je bil Rommel nenehno na čelu svojih enot ter nenehno kot predhodnica nemških sil.
Rommlova tehnika hitrega, neustrašnega prodiranja skozi sovražnikovo obrambo, pri čemer je zanemaril grožnjo na svojih bokih in zaledju ter uporabljal šok in presenečenje, da je prikril izpostavljene lastne položaje, se je izredno izplačala med napredovanjem preko Francije. V primeru, če je naletel na sovražne obrambne položaje, je Rommel ukazal napredovanje vseh tankov z odprtjem tankovskega obstreljevanja ter tako povzročil šok nenadnega napada in s tem povzročil sovražnikovo predajo. S to metodo je velikokrat prikril pomanjkljivosti nemških tankov (debelina oklepa in šibki topovi), zaradi česar so se mu večkrat predale večje formacije francoskih oz. britanskih tankov, ki pa bi v sprejetju boja imele več možnosti za zmago. Metoda se je tako izkazala za uspešno, saj so z izogibom večjim spopadom preprečili večje izgube na obeh straneh, toda včasih je hitro napredovanje povzročilo zmedo. Ob eni taki priložnosti so nemški tanki presenetili in napadli konvoj francoskih tovornjakov, nakar so ugotovili, da so napadli bolniške tovornjake, ki so evakuirali ranjence s fronte.

##### Bitka za Arras
18. maja je divizija zajela Cambrai, kjer je bil Rommlovo napredovanje za kratek čas prekinjeno. Ker je motorizirani del divizije napredoval tako hitro, se je ločil od nemotoriziranega dela (pod poveljstvom načelnika štaba divizije). Le-ta ni prejel radijskih sporočil od Rommla, zaradi česar je odpisal Rommlovo predhodnico in posledično ni poskrbel za potrebno oskrbo z gorivom. Zaradi tega je prišlo do spora med Rommlom, oskrbovalnim častnikom in načelnikom štaba glede njihovega obnašanja v tem delu bitke.
20. maja je divizija dosegla Arras. Tu je hotel odrezati Britanski ekspedicijski korpus od umika proti obali, zato je ukazal prečkanje reke. Divizijski izvidniški bataljon, pod poveljstvom Hansa von Lucka, je tako pričel s prečkanjem kanala La Bassée blizu mesta. Z letalsko podporo strmoglavcev (štuk) je bataljon uspešno prečkal vodno oviro. Naslednji dan, 21. maja, so Britanci sprožili protinapad s tanki Matilda. Nemci so spoznali neučinkovitost svojih 3,7 cm protitankovskih topov, tako, da so morali uporabiti baterijo 88 mm topov; Rommel je sam usmerjal njihov ogenj.
Po Arrasu je Hitler ukazal svojim oklepnim silam, da prenehajo napredovati, medtem ko so Britanci sprožili operacijo Dinamo in evakuirali svoje sile iz Dunkirka. Ta čas je Rommlova divizija izkoristila za počitek in popolnitev zalog. 26. maja je nadaljevala s prodiranjem in naslednji dan je dosegla Lille. Hitler je Rommlu za napad na mesto dodelil še 5. tankovsko divizijo (na veliko nejevoljo divizijskega poveljnika generala von Hartlieba); tako je Rommel istočasno poveljeval dvema divizijama. Istega dne je Rommel izvedel, da je bil odlikovan s viteškim križcem železnega križca, s čimer je postal prvi divizijski poveljnik bitke za Francijo, ki je bil odlikovan s tem visokim odlikovanjem. Odlikovanje je dobil na izrecno Hitlerjevo željo, zaradi česar je bil ponovno deležen kritik s strani ostalih častnikov, ki so negodovali zaradi osebnega odnosa med Rommlom in Hitlerjem. To odlikovanje je tako bilo za njih le nov dokaz nepotizma.
28. maja je Rommel sprožil zadnji napad na Lille in ga kljub močnem francoskem odporu zajel, pri čemer je odrezal tudi polovico francoske 1. armade, ki se je umikala proti obali. S tem dejanjem je divizija ponovno pridobila nekaj prostega časa za rekreacijo in popolnitev.

##### Do Rokavskega preliva
Rommel je nadaljeval s svojim prodorom 5. junija, pri čemer se je usmeril proti reki Seine, da bi zavaroval mostove v bližini Rouena. V dveh dneh je divizija napredovala 100 km, dosegla Rouen in ugotovila, da so branilci že pred tem uničili mostove. 10. junija je tako divizija dosegla obalo Rokavskega preliva blizu Dieppa; vrhovnemu poveljstvu je poslal sporočilo: »Sem na obali.«
15. junija je divizija začela napredovati proti Cherbourgu; 17. junija je divizija napredovala 35 km in naslednji dan zavzela mesto. Nato se je Rommel usmeril proti Bordeauxu, a ga je pred tem ustavila francoska kapitulacija 21. junija. Julija so divizijo poslali v okolico Pariza, kjer se je pričela pripravljati za načrtovano operacijo Morski lev, invazijo na Veliko Britanijo. Ker pa Luftwaffe v bitki za Anglijo ni uspela doseči zračne prevlade, so operacijo preklicali.

##### Divizija duhov
7. tankovski diviziji so nadeli vzdevek Gespenster-Division (divizija duhov) zaradi hitrega napredovanja in presenečenj, ki jih je povzročila obrambnim silam. Divizijska hitrost je bila presenečenje tudi za Vrhovno poveljstvo kopenske vojske, ki je večkrat izgubilo kontakt z divizijo in tako niso vedeli, kje se nahaja. Postavila je tudi rekord glede hitrosti napredovanja, saj je v enem dnevu napredovala skoraj 200 milj.
Rommel je prejel čestitke in kritike zaradi svoje taktike med bitko za Francijo. Mnogi, kot general Georg Stumme, ki je predhodno poveljeval 7. tankovski diviziji, so bili zadovoljni s hitrostjo in uspehom Rommlovega prodora. Drugi pa so bili glede tega zadržani, saj so bili ali ljubosumni ali pa so menili, da je Rommel preveliko tvegal. Hermann Hoth je tako javno hvalil Rommla, medtem ko je zasebno izražal svojo zadržanost in v zaupnem poročilu zapisal, da Rommlu ne bi smeli zaupati poveljstvo korpusa, če ne pridobi »večjih izkušenj in boljšega odločanja«. Hoth je prav tako obtožil Rommla, da je nepripravljen priznati prispevek drugih pri njegovih uspehih.
Poveljnik 4. armade, general Günther von Kluge, je prav tako kritiziral Rommla za lažno prevzemanje vse slave pri njegovih dosežkih. Tako naj ne bi priznal zaslug Luftwaffe in Rommlov rokopis tudi ni vključeval dosežkov sosednjih enot, ki so tako podprle njegovo napredovanje. Kluge je citiral tudi generala Hartlieba, da je Rommel prevzel mostovno opremo 5. tankovske divizije, zaradi česar 5. divizija ni mogla napredovati več ur. Rommel je storil to še enkrat, in sicer 27. maja.

#### Severna Afrika 1941–1943
Kljub temu je Rommel prejel poveljstvo nad 5. lahko divizijo (pozneje preoblikovano v 21. tankovsko divizijo) in 15. tankovsko divizijo, ki sta bili kot del Nemškega afriškega korpusa (izvirno nemško Deutsches Afrikakorps; () poslani v Libijo zgodaj 1941 v operaciji Sončnica, da bi pomagali demoraliziranim italijanskim enotam, ki so utrpele hude izgube s strani britanskih sil v operaciji Kompas. Prav v Afriki je Rommel dosegel svojo slavo.

##### Prva ofenziva sil osi
Ravno kampanja v Afriki je dala Rommlu vzdevek »Puščavska lisica«. 6. februarja 1941 je Rommel prejel ukaz, da prevzame poveljstvo nad Nemškim afriškim korpusom. Sprva so mu tako ukazali, da zavzame obrambne položaje in drži frontno linijo, medtem ko so za maj načrtovali omejeno ofenzivo proti Agadabiji in Bengaziju, pri čemer bi držali obrambno linijo med tema dvema mestoma. Rommel je temu načrtu nasprotoval, saj je menil, da bi bila omejena ofenziva neučinkovita, saj bi padla celotna Cirenajka, če bi padla obrambna linija. Naloga obdržanja obstoječih italijanskih položajev je bila zelo zahtevna, saj so Italijani imeli le še 70.000 vojakov, potem ko je britanski generalmajor Richard O'Connor zajel 130.000 vojakov in skoraj 400 tankov v predhodnih treh mesecih.
24. marca je Rommel pričel omejene ofenzivo, pri čemer je uporabil samo 5. lahko divizijo in dve italijanski diviziji; ta napad naj bi bil le manjši, saj naj bi maja dobil še 15. tankovsko divizijo. Britanci, ki so bili oslabljeni zaradi premestitve nekaterih enot v Grčijo, so se umaknili k Mersa el Brega in pričeli z izdelavo obrambnih položajev. Rommel se je odločil, da bo nadaljeval z napadi proti tem položajem, da bi tako preprečil nadaljnjjo gradnjo. Po dnevu hudih bojev so Nemci premagali britansko obrambo in Rommel je tako nadaljeval napad. Britanski vrhovni poveljnik Bližnjevzhodnega poveljstva, general Archibald Wavell, je naredil ključno napako, saj je predvideval, da imajo sile osi več mož, kot so jih v resnici imeli ter zaradi raztegnjenih obrambnih položajev; posledično je konec aprila ukazal umik vseh enot iz Benghazija, da bi preprečil možno obkolitev oz. da bi jih odrezali od svojih sil.
Ko je Rommel opazil, da se Britanci umikajo, se je odločil za zavzetje celotne Cirenajke, kljub temu, da je imel zelo šibke sile. Tako je ukazal italijanski 132. oklepni diviziji Ariete, da preganja umikajoče se britanske enote, medtem ko je 5. tankovski diviziji ukazal prodiranje proti Benghaziju. Poveljnik te divizije, generalmajor Johannes Streich, je protestiral zaradi slabega stanja divizijskih vozil, a ga je Rommel zavrnil. Italijanski vrhovni poveljnik, general Italo Gariboldi, je tudi večkrat poskusil prekiniti Rommlov napad, a ga ni uspel priklicati.
Potem ko je bil Benghazi zajet zaradi umika britanskih branilcev, je bila Cirenajka vse do Gazale zajeta do 8. aprila. To se je zgodilo kljub ostrim italijanskim protestom, saj so menili, da je Rommel presegel svoje ukaze, še posebej, ko je bil uradno pod italijanskim poveljstvom. Rommel je od nemškega poveljstva prejel tudi ukaz, da naj ne napreduje dalj od Maradaha, a ga je namerno kršil, kljub ugovorom njegovih štabnih častnikov in poveljnikov divizij. Verjel je, da mora izkoristiti to veliko priložnost, s katero bi v večji meri uničil zavezniško prisotnost v Severni Afriki in zajel Egipt. Rommel je tako nadaljeval s pritiski na umikajoče Britance in sprožil obkolitveni napad na pomembno pristanišče Tobruk, med katerim je 9. aprila uspel zajeti vojaškega guvernerja Cirenajke, generalporočnika Philipa Neumeja in O'Connorja, ki je bil takrat Neamejev svetovalec. Medtem ko so italijanske enote napredovale vzdolž obale, pa se je Rommel odločil za napad iz jugovzhoda s 5. lahko divizijo, s čimer je upal, da bo zajel večino sovražnikovih enot. Toda zaradi logističnih težav obkolitev ni bila izvedena pravočasno, zaradi česar se je večina britanskih enot pravočasno umaknila. Do 11. aprila je bil Tobruk obkoljen in sprožili so tudi prvi napad na samo mesto. Ostale enote so nadaljevale s prodorom proti vzhodu, dokler niso zajeli Bardie in tako zajeli celotno Libijo do 15. aprila.

##### Obleganje Tobruka
Obleganje Tobruka je trajalo 240 dni, pri čemer je večino obrambnih sil predstavljala avstralska 9. divizija (pod poveljstvom generalporočnika Leislieja Morsheada); v mesto se je umaknilo tudi več drugih enot, ki so nato sodelovale pri obrambi, tako da je Morshead imel na voljo skoraj 25.000 vojakov. Da bi zagotovil čimprejšnji padec mesta, je Rommel izvedel več manjših napadov, ki pa so jih branilci z lahkoto obranili. Rommel je pozneje kritiziral italijansko vrhovno poveljstvo, ki mu ni zagotovilo načrtov obrambnih položajev mesta (ki so jih Italijani zgradili pred vojno), toda to je bila posledica njegovega presenetljivo hitrega prodora, tako da mu niso mogli pravočasno pripraviti načrte. Poveljnik 5. lahke divizije, general Heinrich Kirchheim, je nasprotoval nadaljnjjim napadom na mesto, saj so imeli le nepotrebne žrtve.
Rommel je ostal optimist, da bo kmalu dosegel svoj cilj. V svojih spominih je tako zapisal, da je takoj ugotovil, da misli sovražnik za vsako ceno obdržati Tobruk, toda v pismu ženi iz dne 16. aprila je zapisal, da se sovražnik že umika iz mesta po morju in da ostaja prepričan, da sovražnik ne bo obdržal mesta do aprila. V resnici pa ladje niso odvažale vojakov, ampak so prinašala oskrbo in tudi nekaj okrepitev. V pismu ženi z dne 21. aprila pa je zapisal, da je prihod italijanskih načrtov povzročil nadaljnjjo zaskrbljenost. Kljub temu je Rommel trdil, da bo uspeh sledil takoj. Odnosi z njegovimi divizijskimi poveljniki so bili na tej točki na zelo nizki ravni, saj je še posebej Streich javno kritiziral njegove odločitve, nakar je celo zavrnil odgovornost za ukazane napade. Rommel je zaradi tega sprožil vojaško sodišče, a na koncu ni podpisal skoraj nič obsodb. Zaradi tega ga je načelnik OKH, Walther von Brauchitsch, pozval, da naj se preudarno in konstruktivno pogovori z ostalimi poveljniki, toda Rommel je ostal neomajen.
Na tej točki je Rommel zahteval okrepitve za nov napad, a ga je Oberkommando der Wehrmacht zavrnil, saj so potrebovali vse divizije za prihajajočo operacijo Barbarosso. Načelnik generalštaba, general Franz Halder, je Rommla obvestil, da večje sile tudi ne bi morali logistično oskrbovati. Rommel mu je odgovoril »to je vaš golob«, nakar je Halder sarkastično odvrnil: »Zdaj končno je on omejen s stanjem svojih sil, ki niso dovolj močne za izkoriščenje »edinstvenih priložnosti«, ki jih ponuja splošna situacija. Tak je vtis, ki ga imamo mi že nekaj časa«. Halder je bil jezen, da je Rommel ignoriral njegove ukaze o prenehanju napredovanja, zato je k njemu poslal Friedricha Paulusa, da »zadrži tega vojaka, ki je popolnoma znorel«.
Potem ko je Paulus prispel 27. aprila, je bil sprva tako prepričan, da je odobril še en napad na Tobruk. V Berlinu je Halder to označil kot napako, a je odločitev prepustil Paulusu. Ko se je napad, ki so ga sprožili 4. maja, sprevrgel v pokol, je Paulus interviniral in ukazal prekinitev napada. Istočasno je Rommlu prepovedal nadaljnjje napade na Tobruk in vse druge ofenzivne operacije, dokler ne bodo bile sile okrepljene in logistično oskrbljene. Vsako nadaljnjje ofenzivno dejanje je potrebovalo neposredno odobritev s strani OKH.
Rommel je bil raztogoten, saj je to označil kot pomanjkanje bojnega duha v svojih nadrejenih in italijanskih zaveznikih. Toda na vztrajanje Paulusa in Halderja ni več sprožil napadov, dokler ne bi pridobili natančnih načrtov obrambe Tobruka, pripeljali 15. tankovske divizije za napad ter izvedli urjenja enot za pozicijsko bojevanje. Streich je bil razrešen poveljstva 15. tankovske divizije. Ob zadnjem srečanju z Rommlom mu je le-ta dejal, da je bil »preveč zaskrbljen za dobro počutje vaših enot«, nakar mu je Streich odgovoril: »To sprejmem kot največje besede pohvale.« Potem ko so sprejeli odločitev, da bodo preklicali nadaljnjje napade na Tobruk za nedoločen čas, je Rommel ustvaril obsežne obrambne položaje, ki so jih zasedli italijanski vojaki (okoli Bardie, linija Sollum-Sidi Omar in okoli Tobruka). Mobilne nemške in italijanske enote je obdržal v rezervi, ki naj bi posredovale v primeru britanskih napadov iz Egipta. V ta namen so tudi zajeli prelaz Halfaja. Za 21. november 1941 so pripravili nov velik napad, vendar ga niso nikoli sprožili.
Medtem ko so bili branilci Tobruka oskrbovali preko morja, so bili logistični problemi Afriškega korpusa tako obsežni, da so v veliki meri povzročili neizvajanje operativnih nalog. V primeru, če bi oblegani Britanci sprožili protinapad južno, bi lahko dosegli El Adam in tako prekinili komunikacijske in logistične linije sil osi, ki so bile nastanjene vzdolž egiptovske meje. Toda general Morshead se je zanašal na obveščevalna poročila, ki pa so zelo precenila moč nemško-italijanskih sil okoli Tobruka in tako ni storil nič.
General Wavell je sprožil dve neuspešni operaciji, da bi odrešil Tobruk: operacija Brevity (začetek 15. maja) in Bojna sekira (začetek 15. junija). Obe operaciji so Nemci z lahkoto zatrli, saj sta bili pripravljeni prehitro, predvsem zaradi Churchillove nepotrpežljivosti. Med Brevity so Britanci uspeli zajeti Halfajo, a so ga Nemci ponovno osvojili 27. maja. Med Battleaxe Britanci niso mogli prebiti močnih obrambnih položajev, pri čemer so v 4-dnevni bitki izgubili 87 tankov (Nemci 25).
Avgusta je bil Rommel postavljen za poveljnika novoustanovljene Tankovske skupine Afrika, medtem ko ga je na položaju poveljnika Afriškega korpusa zamenjal generalporočnik Ludwig Crüwell. Poleg korpusa je imel pod svojim poveljstvom še nemško 90. lahko divizijo in šest italijanskih divizij; italijanski oklepni diviziji Ariete in Trieste sta bili združeni v 20. motorizirani korpus, 3 pehotne divizije so bile okoli Tobruka in ena je varovala Bardio.

##### Operacija Križar
Zavezniška protiofenziva
Po velikih izgubah med Bojno sekiro so Wavella zamenjali z dotedanjim vrhovnim poveljnikom Indije, generalom Claudom Auchinleckom. Zavezniške sile so bile reorganizirane in okrepljene v dva korpusa (30. in 13. korpus) , kot tudi britanska Osma armada pod poveljstvom Alana Cunninghama. Auchinleck, ki je imel 770 tankov in 1.000 letal, je 18. novembra 1941 sprožil veliko operacijo (Križar), da bi prodrl do Tobruka. Rommel je pa v tem času imel le dve nemški oklepni diviziji (skupaj 260 tankov), eno nemško motorizirano divizijo in tri italijanske korpuse s petimi pehotnimi in eno oklepno divizijo (skupaj 154 tankov).
8. armada je na bokih obšla nemške položaje vzdolž egiptovske meje, pri čemer je levi krak prodiral preko puščave in dosegel položaj, iz katerega so lahko napadli tako Tobruk kot priobalno cesto Via Balbia. Auchinleck je načrtoval, da bo napadel Afriški korpus z eno oklepno divizijo, medtem ko bi 30. korpus napadel in obkolil italijanske položaje pri Bardii. Britanski operacijski načrt pa je imel eno veliko napako. Ko bi 30. korpus prodrl na področje Qabr Saliha, bi tam moral biti Afriški korpus, ki bi sprejel boj, pri čemer bi nato Britanci izvedli velik obkoljevalni manever. Toda Rommel, v nasprotju z britanskimi predvidenji, se ni premaknil tja, ampak je napadel južno oklepno kolono pri Sidi Rezeghu.
Rommel se je tako znašel pred težko odločitvijo: ali naj nadaljuje z načrtovanim poznonovembrskim napadom na Tobruk, pri čemer bi njegove zaledne enote odvrnile napredujoče Britance ali pa naj obrne svoje sile in napade Britance. Odločil se je, da bi napad na Tobruk predstavljal preveliko tveganje in ga je tako preklical.
Britanske oklepne konice so naletele na močno obrambo, sestaljeno iz protitankovskih položajev in nemško-italijanskih tankov. Ariete se je bila prisiljena umakniti, pri čemer pa je prizadela hude izgube napadalcem, medtem ko je nemška 21. tankovska divizija zaustavila britanski napad in sama izvedla protinapad pri Gabr Salehu. V naslednjih dveh dneh so Britanci nadaljevali z napadom, pri čemer so pošiljali oklepne brigade eno za drugo, zaradi česar je lahko Rommel izrabil lastno številčno premoč in 23. novembra sprožil skoncentrirani protinapad z vsemi razpoložljivimi oklepnimi silami. 21. tankovsko divizijo je pustil v obrambi, medtem ko sta 15. tankovska divizija in italijanska oklepna divizija Ariete napadli britanska boka in obkolili britanske oklepne sile. Med to bitko, ki je bila ena največjih tankovskih bitk severnoafriške kampanje, so bili britanski tanki obkoljeni; posledično so uničili 2/3 sil in preživeli so se prebijali sami proti jugu k Gabr Salehu.
Rommel izvede protinapad
24. novembra je Rommel, ki je hotel izkoristiti premor med britansko ofenzivo, ponovno izvedel protinapad v britansko zaledje v Egiptu, pri čemer je nameraval izkoristiti dezorganizacijo in zmedo v sovražnikovih bazah in tako prekiniti njihove oskrbovalne linije. Pred tem je načrtoval popolno uničenje britanskih sil med Tobrukom in Bardii, a je menil, da bi to trajalo predolgo. Rommel se je zavedal, da so njegove sile prešibke, da bi lahko izpolnile vse želene cilje, a je bil prepričan, da bodo Britanci, še vedno travmatizirani zaradi zadnjih izgub, ob prihodu Nemcem zapustili lastne obrambne položaje in pobegnili.
General Cunningham je storil prav to in ukazal 8. armadi, da se umakne v Egipt. Na srečo je Auchinleck prišel pravočasno iz Kaira in preklical ukaze. Nemški napad, v katerem je sodelovalo zadnjih 100 tankov, je bil tako zaustavljen, ko je izčrpan svoje zaloge in naletel na trdovratno britansko obrambo. Rommlov protinapad so zelo kritizirali v OKW in tudi nekateri njegovi poveljniki so mu nasprotovali, saj so zavezniške sile še vedno delovale vzdolž obale, vzhodno od Tobruka, s čimer bi napad izčrpal sile osi. Med kritičnimi častniki je bil tudi Friedrich von Mellenthin, ki je dejal: »Rommel je precenil svoj uspeh in bil prepričan, da je prišel trenutek za sprožitev splošnega preganjanja.« V Rommlovo obrambo pa so šteli, da je napad skorajda popolnoma uspel, saj je le Auchinleckova intervencija zaustavila popoln britanski umik.
Tobruk rešen
Medtem ko je Rommel napredoval v Egipt, so preostale zavezniške sile, vzhodno od Tobruka, ogrožale šibke nemško-italijanske položaje. Ker nekaj dni niso mogli doseči Rommla, je Rommlov načelnik štaba, podpolkovnik Westphal, ukazal 21. tankovski diviziji, da so umakne in pripomore k obleganju Tobruka. 27. novembra so britanske odrešilne sile dosegle Tobruk, medtem ko so je Rommel v tem času ukvarjal s preoblikovanjem in oskrbovanjem svojih sil, ki so napredovale v Egipt. Do 6. decembra je Afriški korpus zavrnil britansko nevarnost in 7. decembra se je Rommel vrnil nazaj na obrambno linijo pri Gazali, zahodno od Tobruka, pri čemer so bile nemško-italijanske sile nenehno pod zračnimi napadi DAF. Italijanske sile v Bardii in ob egiptovski meji so bile tako odrezane od večine. Zavezniške sile pa so izvajale nenehni pritisk, kljub temu, da so bili skoraj tako izčrpani in dezorganizirani kot Rommlove sile. Le-ta je bil prisiljen, da so umakne na izhodiščne marčne položaje, tako da je 30. decembra dosegel El Agheilo. Njegova največja skrb med umikom je bila možnost zavezniškega bočnega napada iz juga, tako da je Afriški korpus med umikom kril južni bok. Zavezniki so mu sledili, a nikoli niso poskušali odrezati njegovih sil. 2. januarja 1942 se je nemško-italijanska posadka v Bardii predala.
Rommel ponovno napreduje proti Gazali
5. januarja 1942 je Afriški korpus prejel 55 tankov in druge zaloge, tako da je Rommel pričel načrtovati protinapad. 20. januarja so ga sprožili, ki je dodobra uničil zavezniške sile; izgubili so okoli 110 tankov in drugo težko opremo. Sile osi so 29. januarja ponovno zavzele Benghazi, zaradi česar so se zavezniki umaknili nazaj proti Tobruku; Nemci so pričeli z gradnjo obrambnih položajev pri Gazali.
Med celotno zmedo, ki jo je povzročil Križar, so se Rommel in njegov štab večkrat znašli za zavezniškimi linijami. Med eno tako priložnostjo je obiskal novozelandsko poljsko bolnišnico, ki je bila še vedno pod zavezniško kontrolo. Poizvedel je, če kaj potrebujejo, obljubil britanske medicinske zaloge in se neoviran odpeljal naprej. Rommel je držal svojo obljubo in jim zagotovil medicinsko oskrbo iz zaplenjenih zalog.

##### Druga nemška ofenziva
Potem ko je general Kesselring uspel zagotoviti zračno premoč in zatrl malteške branilce v aprilu 1942, je Tankovska armada Afrika prejela občutno več potrebnih surovin in zalog; pred tem je več mesecev prejela le tretjino potrebnih zalog. Ker so bile njegove sile okrepljene, je pričel Rommel načrtovati nov napad za prihajajoče poletje. Menil je, da bi lahko britanske močne obrambne položaje pri Gazali bočno obšel, nakar bi jih napadel iz zaledja in jih uničil. Britanci pa so prav tako načrtovali svojo poletno ofenzivo.
Medtem ko so Britanci imeli na tem področju 900 tankov (od tega 200 novih tankov Grant), so Nemci imeli le 320 nemških (od tega 50 zastarelih Panzer II) ter Italijani 240 tankov (ki pa so bili vsi na stopnji Panzer II). Zato se je moral Rommel zanašati prvenstveno na 88 mm topove, da bodo uničili britanske težke tanke, toda tudi ti topovi so bili maloštevilni. Rommel je imel tudi manj pehote in artilerije, pri čemer so zavezniki imeli tudi zračno premoč.
26. maja je Rommel napadel v klasični operaciji bliskovite vojne, s čimer se je pričela bitka za Gazalo. Njegova italijanska pehota je neposredno napadla fortifikacije pri Gazali, pri čemer jih je podpiralo nekaj tankov, da bi ustvarili vtis glavnega napada, medtem ko so vse motorizirane in oklepne sile obšle položaje z juga. Naslednjega dne je Rommel prebil britansko krilo in napadel proti severu, pri čemer je prišlo do velike oklepne bitke; obe strani sta utrpeli hude izgube. S tem so Nemci izgubili priložnost za obkolitev, pri čemer so izgubili tretjino svojih težkih tankov. Zjutraj 28. maja je Rommel obnovil napad, pri čemer se je osredotočil na obkolitev in uničenje manjših ločenih britanskih oklepnih enot. Močni britanski protinapadi so prisilili Nemce, da so se pridružili italijanskem 10. korpusu, ki je očistil pot preko zavezniških minskih polj, s čimer so ustvarili oskrbovalno linijo. 2. junija sta 90. lahka divizija in divizija Trieste obkolila in prizadela velike izgube zavezniški utrdbi pri Bir Hakeimu, ki so jo zajeli 11. junija. S tem, ko je zavaroval svoje komunikacijske linije in južni del britanskih položajev, je Rommel ponovno napadel proti severu, s čimer je prisilil Britance k umiku, pri čemer se je zanašal na minska polka pri Gazali, da so zavarovali njegov levi bok. 14. junija so Britanci pričeli z umikom v obliki ježa (t. i. Gazalski galop), s čimer so preprečili popolno obkolitev.
15. junija so sile osi dosegle obalo, pri čemer so onemogočili kakršnikoli pobeg zavezniških sil, ki so še vedno držale položaje pri Gazali. Ko je Rommel tako dosegel svoj cilj, se je odpravil zasledovati bežeče zavezniške sile, z namenom, da bi ponovno zajel Tobruk. Tobruk, izoliran in sam, je bil zdaj zadnja zavezniška utrdba, ki je stala med silami osi in Egiptom. Obrambo je sestavljala južnoafriška 2. divizija, pri čemer so se ji pridružili ostanki umikajočih enot iz bitke pri Gazali. 21. junija se je mesto predalo po kratki bitki, pri čemer se je predalo 33.000 branilcev; samo v bitki za Singapur se je predalo več pripadnikov Skupnosti narodov. Zaradi te zmage je Hitler povišal Rommla v feldmaršala.

##### Napredovanje proti Egiptu
Rommel je bil odločen, da nadaljuje z napadom na Mersa Matruh, kljub hudim izgubam, ki jih je prejel pri Gazali in Tobruku. Istočasno je hotel preprečiti, da bi Britanci vzpostavili novo frontno linijo; prepričan je bil, da je treba izkoristiti šibkost britanskih enot z napadom v Egipt. Ta odločitev je bila ponovno deležna kritike, saj bi napad v Egipt raztegnil oskrbovalne linije. To je tudi pomenilo, da bi morali preklicati načrtovani napad na Malto, saj bi Luftwaffe morala podpreti Rommlov napad proti vzhodu. Kesselring je zelo nasprotoval Rommlovi odločitvi in šel celo tako daleč, da je zagrozil, da bo umaknil vsa letala na Sicilijo. Hitler se je strinjal z Rommlovim načrtom, kljub protestom italijanskega vrhovnega poveljstva in nekaterih njegovih štabnih častnikov, saj je v napadu videl priložnost za dokončno zmago v Afriki. Rommel, ki se je zavedal svojega slovesa kockarja, je branil svoje mnenje, saj je bil prepričan, da bi brez napada Britanci dodobra okrepili svoje sile in nato bočno napadli nemško-italijanske položaje ter jih odrezali od oskrbovalnih linij.
22. junija je Rommel nadaljeval s svojo ofenzivo proti vzhodu; sprva so doživeli le šibko obrambo. Kljub pomanjkanju goriva je nadaljeval s prodorom proti Mersa Matruh, ki jo je obkolil 26. junija; v obroču so se tako znašle štiri pehotne divizije. Ponoči je eni diviziji uspelo prebiti obroč; naslednja dva dni je isto uspelo tudi manjšim elementom ostalih treh divizij. Trdnjava je padla 29. junija, pri čemer so Nemci zasegli velike količine zalog in opreme ter 6.000 zavezniških vojakov.
25. junija je Auchinleck prevzel neposredno poveljstvo nad 8. armado, nakar pa se je odločil, da bo glavno obrambno črto postavil pri El Alameinu, kjer je bližina na jugu do Katarske depresije ustvarila relativno kratko obrambno linijo, ki je ni bilo mogoče obkoliti ter depresija ni omogočala delovanje težkih oklepnih vozil. Rommel je nadaljeval s prodorom proti vzhodu, toda logistična situacija se je poslabšala in njegovi vojaki so bili po 5 tednih neprekinjenega bojevanja izčrpani; ofenziva pri El Alameinu se je tako zdela nemogoča. 1. julija se je pričela prva bitka pri El Alameinu in se je končala po skoraj mesecu bojev, v katerih sta se obe strani le izčrpali, ne da bi dosegli večjega napredka. To je bil velik udarec za Rommla, ki je upal, da bo napredoval v odprto puščavo preko El Alameina, kjer bi lahko izvajal premično obrambo. Britanska 8. armada je utrpela hujše izgube (13.000 vojakov) kot sile osi (7.000, od tega 1.000 Nemcev), toda Rommel si je lahko privoščil izgube le na manjši ravni kot zavezniki.

##### Ponovni zavezniški napad
Poletje
Po zatišju pri El Alameinu je Rommel upal, da bo ponovno sprožil novo ofenzivo, še predno bi zavezniki lahko okrepili britansko 8. armado. Istočasno pa so zavezniške sile z Malte prestrezale njegove sredozemske oskrbovalne konvoje in Desert Air Force je nenehno napadala njegove oskrbovalne položaje pri Tobruku, Bardii in Mersa Matruhu. Večino oskrb so morali še vedno razložiti v Benghaziju ali Tripoliju, nakar so jih morali prepeljati še do oddaljenih položajev; posledično sile osi niso morale hitro in popolno oskrbeti vse bojne enote. Oskrbovanje so ovirale tudi italijanske oblasti, ki so prvenstveno oskrbovali le lastne enote, pri čemer so tudi pošiljali več ladij z italijansko kot nemško oskrbo. Italijansko vrhovno poveljstvo je bilo nestrpno do Rommlovih ambicij in je želelo lastne enote, nad katerimi so imeli vsaj nekaj nadzora, prve oskrbeti.
Britanci, ki so pričeli s pripravami na ponovno bojevanje, so zamenjali vrhovnega poveljnika Auchinlecka z generalom Haroldom Alexandrom; tudi 8. armado je dobila novega poveljnika – Bernarda Montgomeryja. Prejemali so nenehni dotok oskrb, tako da so lahko reorganizirali svoje sile. Pozno avgusta so prejeli velik konvoj, ki je nosil več kot 100.000 ton oskrb. Ko je Rommel to zvedel, se je zavedal, da se konec bliža. Odločil se je, da sproži ofenzivo s 15. in 21. tankovsko divizijo, 90. lahko divizijo in italijanskim 20. korpusom, pri čemer bi prebili levo krilo obrambnih položajev pri El Alameinu. Teren tu je bil brez obrambnih geografskih oblik in zaradi tega primeren za napad. Montgomery (kot že prej Auchinleck) se je zavedal neposredne nevarnosti, zato je premaknil glavne obrambne sile iz linije El Alameina na linijo grebena Alam El Halfa, kjer bi lahko lažje preprečili bočne napade.
Bitka za Alam El Halfo
Bitka za Alam El Halfo se je pričela 30. avgusta z Rommlovim predorom preko južnega boka. Potem ko je prekoračil linijo El Alamein, se je usmeril proti severu, proti grebenu Alam el Halfa, kot je Montgomery predvidel. Potem ko je britanska artilerija in vojno letalstvo povzročila velike izgube ter je zmanjkalo goriva, se je Rommel odločil za umik.
Montgomery se je pripravil, da bi zasledoval Nemce, toda 2. septembra je poveljniku korpusa, Brianu Horrockus, ukazal, da naj prekine zasledovanje. To je storil zaradi dveh razlogov: da bi ohranil svoje sile in da bi sovražnik opazil lažne priprave za napad na tem področju. Kljub temu je Montgomery želel povzročiti čim več izgub, zato je ukazal novozelandski 2. diviziji in britanski 7. oklepni diviziji, da napadeta 3. septembra. Napad so Nemci odbili po zaslugi 90. lahke divizije, ki je opravljala dolžnost zadnje zaščitnice, zaradi česar je Montgomery prekinil nadaljnjje napade, da bi ohranil svoje sile. 5. septembra se je tako Rommel vrnil na izhodišče položaje, pri čemer je v napadu izgubil 2.940 mož, 50 tankov, okoli 50 artilerijskih orožij ter skoraj 400 tovornjakov, ki so bili ključni za premik in oskrbo. Britanske izguber, razen 68 tankov, so bile občutno manjše, tako da so še povečali številčno premoč nad Tankovsko armado Afrika. Desert Air Force je povzročila največji odstotek nemško-italijanskih izgub. Rommel je tako spoznal, da v vojni v Severni Afriki ne bo zmagal, če ne bo imel zračne prevlade; to pa je bilo nemogoče, saj je bila Luftwaffe močno vpletena v spopade na vseh frontah.
Druga bitka za El Alamein

Septembra so britanski komandosi uspešno napadli več pomembnih pristanišč in oskrbovalnih točk. Pretok oskrb preko Sredozemlja je padel na najnižjo raven; okoli dve tretjini vseh naloženih oskrb je bilo izgubljenih na morju. Istočasno pa je Rommel zbolel in je pozno septembra odpotoval v Italijo, nato pa v Nemčijo na bolniški dopust. Medtem ko je bil odsoten, se je 23. oktobra 1942 pričela druga bitka za El Alamein. Kljub temu, da se je nemudoma vrnil, je vseeno potreboval dva dni, da je prišel v svoj afriški štab. Obrambni načrt je bil bolj statičen, kot je Rommel upal, toda zaradi pomanjkanja motoriziranih enot in goriva, je bila to edina možnost. Obrambna linija je bila opremljena z močnimi fortifikacijami in zaščitena z večjim minskim poljem, ki pa so ga zavarovali s strojniškimi gnezdi in artilerijsko zaščito. Rommel je upal, da bo to zadoščevalo, da bo vkopana pehota zadrževala Britance toliko časa, da bodo lahko motorizirane in oklepne enote iz rezerve protinapadle in tako prekinili zavezniški napad.
General Georg Stumme je bil poveljnik med Rommlovo odsotnostjo, toda v začetku bitke je umrl za srčnim napadom. To je ohromilo nemški štab, dokler ni poveljstva prevzel general Ritter von Thoma. Potem ko se je Rommel vrnil, je ugotovil, da se je stanje glede goriva še poslabšalo. 24. in 25. oktobra sta 15. in 21. tankovska divizija izvedli protinapade, ki pa so bili zavrnjeni z visokimi nemškimi žrtvami, posledica britanske artilerije in vojnega letalstva. Rommel si je prizadeval, da bi uspel protinapad, s katerim bi odbil Britance stran od obrambnih linij, saj je smatral to za edino možnost, da prepreči poraz. Protinapad je sprožil zgodaj 26. oktobra, toda Britanci, ki so se prebili v nemške obrambne položaje, so se vkopali in obdržali na Ledvičnem grebenu. Zavezniki so še naprej pritiskali na nemške položaje z oklepnimi enotami, vendar je braniteljski ogenj uničili mnogo zavezniških tankov, zaradi česar so se pri mnogih poveljnikih britanskih oklepnih brigad začeli porajati dvomi o možnostih za nadaljnji preboj.
Montgomery je, ko je ugotovil, da njegove oklepne brigade izgubljajo tanke z alarmno hitrostjo,  prekinil vse večje napade, do 2. novembra, ko je sprožil operacijo Supercharge, s čimer je dosegel 4-kilometrski vdor v nemški obrambni sistem. Rommel je takoj protinapadel z vsemi razpoložljivimi tanki z namenom, da bi obkolil napredujoče sile, toda močni zavezniški letalski napadi so razbili njegov načrt. Na tej točki je imela Tankovska armada Afrika le tretjino predpisane moči, pri čemer je imela le 35 operativnih tankov, skoraj nič goriva ali streliva in nobene zračne podpore. Britanske izgube so bile tudi zelo visoke, saj so nekatere oklepne brigade izgubile tudi do 75 % moči.
Rommlov umik
3. novembra je Montgomery ugotovil, da ne bo mogel obnoviti svojega napada in je tako čakal na potrebne okrepitve. Ta premor je Rommel izkoristil za organiziran umik, ki ga je načrtoval že od 29. oktobra, ko se je zavedal brezupnost situacije. Toda takrat je Rommel prejel ukaz »zmaga ali smrt«, po katerem mu je Hitler prepovedal nadaljnjje umikanje. Kljub temu, da je ta ukaz zagotavljal dokončno uničenje Tankovske armade Afrika, je Rommel ubogal ukaz in pričel s trmasto obrambo.
4. novembra je Montgomery obnovil napad s svežimi silami; na voljo je imel skoraj 500 tankov proti okoli 20, ki jih je imel Rommel. Do poldneva je bil italijanski 20. motorizirani korpus obkoljen in do večera popolnoma uničen. S tem je nastala 20 km velika vrzel v Rommlovi obrambi, preko katere so Britanci zdaj neovirano napredovali in tako preostalim silam osi grozili z obkolitvijo. Na tej točki Rommel ni mogel več ubogati ukaza o neumiku in je ukazal splošni umik. Zgodaj 5. novembra je prejel Hitlerjevo avtorizacijo za umik (12 ur po dejanskem umiku), kar pa je bilo prepozno, saj je le malo enot uspelo pobegniti proti zahodu. Večina njegove armade, ki je bila nemotorizirana, je bila tako zajeta.
Del Tankovske armade Afrika je tako pobegnil, a je bil izpostavljen nenehnim zavezniškim letalskim napadom. Kljub Hitlerjevim in Mussolinijevim pozivom, naj se armada ustavi in brani, se je umaknila vse do Tunizije. Umik pa je bil izveden zelo načrtno; izvajali so politiko požgane zemlje in postavljali so pasti presenečenja, s čimer so občutno zavrli napredovanje zaveznikov. Večina Rommlovih divizij je bila na tej točki preoblikovanih v bojne skupine.

##### Konec v Afriki
Potem ko je Rommel dosegel Tunizijo, je sprožil napad proti ameriškem 2. korpusu, ki je grozil, da bi prekinil njegove oskrbovalne linije severno od Tunisa. Februarja je tako Rommel dosegel zmago v bitki za Kasserinski prelaz.
Rommel se je nemudoma obrnil proti britanskim silam; zasedel je linijo Mareth (star francoski obrambni sistem na libijski meji). Toda Rommel je lahko le zadrževal neizogibno. Konec januarja 1943 je bil italijanski general Giovanni Messe imenovan za novega poveljnika Rommlove Tankovske armade Afrika, ki je bila, medtem ko je bil Rommel na Kaserinu, preimenovana v Italijansko-nemško tankovsko armado (zaradi dejstva, da sta jo sedaj sestavljali en nemški in trije italijanski korpusi). Kljub temu, da je Messe zamenjal Rommla, se je diplomatsko obračal na njega in tako sta oba skupaj poveljevala. 23. februarja je bila ustanovljena Armadna skupina Afrika pod Rommlovim poveljstvom. Zajemala je italijansko-nemško tankovsko armado pod Messejevim poveljstvom (ki je bila nato preimenovana v 1. armado) in nemško 5. tankovsko armado pod poveljstvom generala Hans-Jürgena von Arnima, ki se je nahajala v severni Tuniziji.
Zadnja Rommlova ofenziva v Severni Afriki se je pričela 6. marca 1943, ko je napadel 8. armado v bitki za Medenino. V napadu so sodelovale tri nemške tankovske divizije: 10., 15. in 21. Ker so zavezniki prejeli obvestila o ofenzivi po zaslugi Ultre, je Montgomery zasnoval past; postavil je števile protitankovske topove ob predvideni nemški poti napada. Potem ko je izgubil 52 tankov, je Rommel prekinil napad. 9. marca je predal poveljstvo nad armadno skupino von Arnimu in zaradi zdravstvenih težav, ponovno, a tokrat za vedno, zapustil Afriko. 13. maja je general Messe zaveznikom predal ostanke Armeegruppe Afrika.

#### Grčija in Italija 1943
Po neslavnem koncu severnoafriške kampanje je bila nemška propagandna srenja v zadregi, kako prikazati Rommla. Posledično tudi na OKW niso vedeli, kako bodo uporabili Rommla. 23. julija 1943 je bil poslan v Grčijo, kjer je prevzel poveljstvo nad armadno skupino E, ki je branila grško obalo pred možnim zavezniškim izkrcanjem, ki pa se ni nikoli zgodilo. Rommel se je tako vrnil v Nemčijo. Toda zaradi odstavitve Mussolinija je 17. avgusta Rommel prestavil svoj položaj iz Münchna h Gardskem jezeru, saj je postal poveljnik novoustanovljene armadne skupine B, ki naj bi branila severno Italijo.

#### Francija 1943-1944

##### Čakanje na invazijo
Potem ko je Hitler Kesselringu dodelil vrhovno poveljstvo nad Italijo, je 21. november Rommel premaknil svojo armadno skupino v Normandijo, kjer naj bi prevzel obrambo francoske obale pred dolgo pričakovano zavezniško invazijo. Ob prihodu je bil zelo presenečen nad stanjem Atlantskega zidu. Ker je kmalu pričakoval invazijo, je pospešil gradnjo obrambnih fortifikacij vzdolž obale. Vrhovni poveljnik zahodne fronte, Gerd von Rundstedt, je zavezniško ofenzivo pričakoval pri Pas-de-Calaisu, saj je bila tu najožja točka Rokavskega preliva in hkrati tudi najbližje Nemčiji. Kljub temu je OKW dopustil možnost izkrcanja v Normandiji. Rommel, ki je tudi verjel, da je Normandija možno izkrcevališče, pa je zagovarjal teorijo, da ni važno, kje se bodo izkrcali, ampak kako uspešno bo izkrcanje. Januarja in februarja 1944 je tako obiskoval normandijski obrambni sistem. Posledično je ukazal postavitev več milijonov min, tankovskih pasti in ovir, ki so jih postavili na obalah ter znotraj obale, kjer so bila možna pristajališča zračnodesantnih enot; med njimi so bili najbolj znani t. i. Rommlovi šparglji.
Zahvaljujoč svojim afriškim izkušnjam je Rommel predvidel, da bo neposredno po invaziji nemogoče premikati tankovske sile zaradi zavezniške zračne prevlade. Zato je zagovarjal, da morajo tankovske enote razpršiti po pokrajini in jih imeli v težko utrjenih položajih čim bližje obali, tako da bi jih lahko uporabili neposredno po začetnem izkrcanju. Želel je ustaviti izkrcanje neposredno na obali. Toda von Rundtedt je zavrnil njegov predlog, saj se je bal moči zavezniških vojnih mornaric, ki bi z artilerijskim obstreljevanjem podprle izkrcanje in tako uničile nemške položaje ob obali. Zato je ukazal, da so združili nemške tankovske sile v velike enote globoko znotraj Francije, od koder bi nato preprečile nadaljnjji prodor zaveznikov še globlje v Francijo. Tudi ostali znameniti tankovski poveljniki (Heinz Guderian, Geyr von Schweppenburg, ...) so se s tem strinjali. Ko so Hitlerju predstavili obe možnosti, se ni mogel odločiti in se je tako odločil za srednjo možnost. Tankovske enote so tako postavili dalj ob obale (kot je Rommel predlagal) in bližje obali (kot je predlagal von Rundstedt). Kljub temu je Rommel ukazal nekaterim tankovskim enotam pod svojim poveljstvom, da so se premaknile čim bližje obali; tako je generalu Erichu Marcksu, poveljniku 84. armadnemu korpusu (ki je bil zadolžen za obrambo Normandije), da je premaknil svoje rezerve v frontno linijo.
Zavezniki so v sklopu operacije Overlord izvedli tudi zavajalne operacije (operacija Fortitude), s katerimi so dajali vtis, da bo izkrcanje pri Calaisu. Kljub temu, da je Hitler nekaj časa pričakoval invazijo v Normandiji, pa so Rommel in drugi visoki generali Wehrmachta v Franciji pričeli verjeti, da bo izkrcanje pri Pas-de-Calaisu. Rommel je gradnjo fortifikacij skoncentriral na ustju reke Some, zaradi česar so preostala gradbišča v Normandiji nazadovala. Do dneva D (6. junija 1944) so skoraj vsi višji pripadniki Wehrmachta pričakovali, da bodo se zavezniki izkrcali pri Pas-de-Calaisu.

##### Izkrcanje v Normandiji
Med uvodnimi, zmedenimi urami začetka zavezniškega izkrcanja, je bila nemška poveljniška struktura v Franciji v kaosu. Rommel se je odpravil na dopust k družini, medtem ko je bilo več divizijskih in višjih poveljnikov na miznih vojaških vajah. Več tankovskih enot, med njimi tudi 12. SS-Panzer-Division »Hitlerjugend« in Panzer-Lehr-Division, je bilo zelo blizu izkrcevališču, tako da sta desantnim enotam prizadeli hude izgube. Odsotnost višjih poveljnikov in Hitlerjev ukaz o nepremestitvi tankovskih enot sta bila le dva od razlogov, zaradi česar so Nemci zelo pozno odgovorili na izkrcanje; po zaslugi zavezniškega zavajanja pa so tudi domnevali, da je to le diverzija za glavno izkrcanje pri Pas-de-Calaisu. Ker so Nemci izvedli le nekaj manjših protinapadov, so zavezniki hitro ustvarili in utrdili mostišče. Rommel je nato osebno nadzoroval boje za Caen, kjer je le odločna Kampfgruppe von Luck preprečila zlom nemške obrambe že prvi dan. Večji, koordinirani nemški protinapadi pa so bili tako sproženi šele okoli poldneva.
Kljub zelo velikim naporom Rommlovih enot so zavezniki osvojili celotno pristajalno področje in ga zavarovali. V sredini julija se je nemška obramba počasi krušila. 17. julija je britanski pilot Spitfira, Charley Fox, napadel Rommlov štabni avtomobil, zaradi česar so Rommla hospitalizirali s hudimi poškodbami glave.

#### Zarota proti Hitlerju
Znotraj oboroženih sil je zmeraj obstajala opozicija proti Hitlerju (Schwarze Kapelle), toda zaradi Hitlerjevih nepredvidljivih uspehov v letih 1938-1941 je ostala nemočna. Zaradi propada ruske kampanje in nadaljnjjih porazov sil osi, je postala opozicija vse večja. Rommel sam ni bil član tega gibanja, saj ga nihče iz vodstva ni povabil. Kljub temu je bil znan po svojem nasprotovanju do nacističnega režima in Hitlerja. Ker so ga uspehi v Afriki dvignili na raven ljudskega heroja, je dr. Carl Goerdeler, civilni vodja odporniškega gibanja, vključil Rommla na seznam vodilnih ljudi Nemčije po Hitlerjevem padcu (oz. smrti); namenil mu je tako položaj predsednika Nemčije.
Po spodletelem atentatu na 20. julij je bilo veliko zarotnikov aretiranih, hkrati pa so gestapovci pričeli preiskovati tudi vse, ki so imeli kontakt z zarotniki. Potem ko so našli Goerdelerjev seznam in še druge dokumente, s katerimi so Rommla označili kot potencialnega podpornika in možnega vojaškega voditelja, ki bi prevzel vrhovno poveljstvo, če bi državni udar uspel.
Po vojni so v gestapovskih dokumentih našli naslednje Rommlove izjave, ko je govoril z njimi glede zarote: »Ljubil sem Führerja in ga še vedno ljubim. Nedolžen sem glede vsakekršnekoli vpletenosti v poskus atentata,« in »Služil sem svoji domovini po svojih najboljših zmožnostih in to bi storil še enkrat.«
Kljub temu niso našli nobenega dokaza, s katerim bi Rommla neposredno povezali z zarotniki. Toda med okrevanjem v Franciji je Rommel nadaljeval s kritiko režima (zaradi nesposobnosti in storjenih zločinov), zaradi česar so ga prijavili. Medtem ko je bil Bormann gotov o njegovi krivdi, ga je Goebbels še vedno zagovarjal. Toda o njegovi krivdi je odločalo Sodišče vojaške časti, v katerem sta bila tudi Guderian in von Rundstedt, s katerima se je Rommel večkrat sprl. Sodišče se je odločilo, da preda Rommla Ljudskemu sodišču, kateremu je predsedoval Roland Freisler.
Prava vloga Rommlovega vedenja oz. njegova udeležba v udaru še do danes ni popolnoma pojasnjena. Večina sodobnih zgodovinarjev se strinja, da je Rommel vedel nekaj o zaroti, a ni bil neposredno udeležen v njej. Temu navkljub pa je po vojni njegova vdova izrazila prepričanje, da je bil Rommel proti zaroti, saj bi potem veljalo, da je Nemčija ponovno izgubila vojno zaradi noža v hrbtu (Dolchstoßlegende). Toda, če je vedel za zaroto in to ni prijavil, je to v očeh nacističnih veljakov še vedno veljalo za zločin, kar bi zadostovalo za njegovo usmrtitev.
Zaradi Rommlove priljubljenosti, ker je bil eden od Hitlerjevih favoritov in ker je bil eden od najboljših nemških poveljnikov, sta ga 14. oktobra na domu obiskala Wilhelm Burgdorf in Ernst Maisel. Burgdorf mu je ponudil dve možnosti, ki mu jih je ponujal feldmaršal Keitel: ali nastopi pred Ljudskim sodiščem, je usmrčen in izpostavi družino in najbližje pripadnike preganjanju ali pa naredi samomor. V tem primeru bo država zagotovila pokojnino za družino in državni pogreb heroja. S seboj je Burgdorf prinesel tudi ampulo s strupom. Po nekaj minutah na samem se je Rommel odločil za samomor in zaprosil, da o tem obvesti svojo ženo in sina. Na poti iz vasi je Rommlov voznik, SS-podčastnik Heinrich Doose, ustavil avtomobil in ga zapustil; Rommel je nato v prisotnosti obeh generalov storil samomor. Deset minut pozneje so obvestili njegovo vdovo.
Obstaja pa tudi druga različica njegove smrti. Po tej so Rommlu ponudili samomor oz. zasebno usmrtitev ali pa javno sojenje in usmrtitev. Rommel se je odločil za prvo možnost, saj ni hotel izpostaviti svojega ugleda in svoje družine; odpeljali so ga v oz. v okolico Berlina, kjer sta ga usmrtila dva gestapovca.
Po vojni so objavili urejeno različico njegovega dnevnika pod naslovom Rommlovi papirji. Do danes ostaja edini večji pomembnež Tretjega rajha, kateremu je posvečen muzej. Njegov grob se nahaja v Herrlingenu v bližini Ulma.
Uradna različica o Rommlovi smrti, kot so jo sprva sporočili, je navajala, da je Rommel umrl zaradi srčnega napada. oz. zaradi poškodbam, dobljenih pri letalskem napadu. Da bi podkrepili to različico, je Hitler ukazal državni dan žalovanja in Rommel je bil pokopan z vsemi vojaškimi častmi. Kot Hitlerjev predstavnik je na pogrebu sodeloval von Rundstedt.

## Pregled vojaške kariere

### Rommel kot vojaški poveljnik
Rommel je po navadi obravnavan kot briljanten taktik in sposoben strateg, a ne brez napak. Njegovi sodobniki, ki so delali z njim v težkih pogojih, pogosto niso našli veliko dobrih besed o njem oz. njegovem delu. Potem ko se je Paulus vrnil z obiska pri Rommlu in ko je prebral druga poročila o njem (ki jih je posredoval Alfred Gause), je Halder zapisal: »Rommlov karakter onemogoča dobro sodelovanje, toda nihče se ne sooči z njim zaradi njegove brutalnosti in zaslombe iz višjih krogov.« Drugi so kritizirali njegov poveljniški slog, ki ni dovoljeval njegove kritike oz. nasprotnih mnenj. Imel je malo potrpljenja za svoje podrejene poveljnike, ki niso pravilno izvršili svojih nalog. V treh tednih, po prevzemu poveljstva nad 7. tankovsko divizijo, je Rommel naletel na bataljonskega poveljnika, ki se ni izkazal, zaradi česar ga je razrešil in odstranil v 90 minutah. Ta slog je narekoval, da je zahteval vse od svojih podrejenih, toda hkrati je zagotavljal slabe odnose med njim in podrejenimi.
F. W. von Mellenthin, ki je služil v Rommlovem štabu v Afriki, je zapisal, da je zelo tvegal ob posameznih priložnostih, pri čemer je tvegal razvoj celotnih bitk na podlagi trenutne odločitve in brez popolnih informacij; kot primer je navedel Rommlov protinapad med operacijo Križar. Drugi so imeli bolj spodobno mnenje o njem; med njimi je bil tudi general Fritz Bayerlein, ki je dejal, da je Rommel veliko tvegal, a je vedno dobro premislil potencialne nevarnosti in pridobitve. Rommel se je sam zavedal svojega slovesa kockarja, zato je v svojih spominih branil lastne odločitve, še posebej dogodke med poletno ofenzivo leta 1942.
Njegovi bolj agresivni podrejeni (kot Hans von Luck) so hvalili njegovo bojno vodstvo. Mellenthin je velikokrat kritiziral Rommlov način vodenja, saj je večkrat povzročil, da so se v štabu skregali, pri čemer niso bili pozorni na dogodke na bojišču. Njegove dolge odsotnosti iz štaba so povzročile, da so morali njegovi podrejeni sami sprejemati odločitve, zaradi česar je dostikrat prišlo do nasprotnih ukazov.
Med francosko kampanjo leta 1940 je Rommlovo agresivno delovanje povzročilo razpad britanskih in francoskih obrambnih položajev, pri čemer je Rommel zanemaril varnost lastnih bokov in hrbta. Njegovi pogumni napadi so povzročili vdajo večjih sovražnikovih sil, toda ta način vodenja je povzročil nezadovoljstvo pri ostalih častnikih, saj so menili, da je deloval preveč nepremišljeno in ni pravočasno obveščal svojih podrejenih in kolegov poveljnikov. Prav tako so ga kritizirali, da si prisvaja vso slavo ter tako znižuje pomen drugih poveljnikov oz. rodov Wehrmachta.
Rommel je večino afriških zmag v letih 1941-1942 dosegel prav zaradi agresivnega delovanja, kljub temu, da so zavezniki imeli več mož in opreme. V več primerih je kršil neposredne ukaze, da ne sme napadati. Toda njegov zagon proti Egiptu je povzročil dokončni padec njegovega poveljstva v Afriki. Kljub temu je imel veliko podporo v OKW, zaradi česar je prejel številne enote, ki bi jih drugače poslali na vzhodno fronto. Njegove enote so prejele tudi več logistične podpore in oskrbe kot druge enote te velikosti in pomembnosti; tako je prejel neprimerno več vozil kot drugi korpusi.
Rommel je sam priznal, da njegovi nenehni logistični problemi, niso bili toliko problem zaradi italijanske politike oskrbovanja, ampak zaradi njegovih ukazov, ki so nenehno daljšali logistične povezave. V analizi logističnega dela Rommlovega severnoafriškega bojevanja je vojaški zgodovinar Martin van Creveld zapisal:
Če upoštevamo, da je bil Wehrmacht le delno motoriziran, da je bil nepodprt z močno strojno industrijo, da je politična situacija narekovala obdržanje italijanskega balasta, da so bile zmožnosti libijskih pristanišč omejene, da so bile razdalje ogromne, je tako razvidno, da je bil, kljub Rommlovi taktični briljantnosti, logistični problem prodora na Bližnji vzhod nepremostljiv. Rommlovo nenehno zavračanje njegovih ukazov in poskusi, da bi presegel razumno oddaljenost od svojih baz, so bile napake in jih nikakor ne bi smeli dovoliti.

Britanski general Harold Alexander je poveljeval zavezniškim silam na Bližnjem vzhodu in bil tako Rommlov nasprotnik od avgusta 1942 in je poveljeval 18. armadni skupini med tunizijsko kampanjo. V njegovih uradnih poročilih o afriški fronti je o Rommlu zapisal: 
Bil je taktik največje zmožnosti, ki je upošteval vsako podrobnost uporabe oklepnih sil v akciji in zelo hiter pri izrabi priložnosti in kritičnih, odločilnih trenutkov v mobilni bitki. Kljub temu sem čutil nekatere dvome glede njegovih strateških zmožnosti, predvsem glede tega, če je razumel pomembnost dobrega administrativnega načrta. Najbolj srečen, ko je lahko neposredno poveljeval mobilni sili, pa je bil podležen temu, da je presegel svoje dosežke brez dobrega premisleka za prihodnost.

Sir David Hunt, eden od obveščevalnih častnikov pod Alexandrom, je v svoji knjigi zapisal:
...njegov največji dar je bilo poveljevanje oklepnemu polku, mogoče diviziji in da je bil njegov najvišji strop oklepni korpus.
Med obleganjem Tobruka je Rommel v prvem mesecu sprožil več napadov, ki so ga zelo stali, zaradi česar je imel več prepirov s podrejenimi poveljniki in OKH/OKW. Nekateri dokumenti tako dokazujejo, da je načelnik štaba Halder moral poslati Paulusa v Afriko, da je preprečil te nadaljnjje in nesmiselne napade. Rommel je zapisal, da je sam kmalu spoznal nesmiselnost napadov.
Kako je Goebbels vplival na propagando glede Rommla, je razvidno iz njegovega dnevniškega vpisa:
Močno svetujem, da takoj, ko bo odločena bitka za Severno Afriko, da se Rommla povzdigne na raven ljudskega junaka.

### Službeni položaji
| Država              | Položaj                               | Enota/Ustanova                                           | Trajanje                            |
| ------------------- | ------------------------------------- | -------------------------------------------------------- | ----------------------------------- |
| Nemško cesarstvo    | Poveljnik voda                        | 1. pehotni polk kralja Wilhelma                          | 19. julij 1910 – 2. september 1914  |
| Nemško cesarstvo    | učenec                                | Vojna šola Danzig                                        | marec 1911 – 1912                   |
| Nemško cesarstvo    |                                       | 49. poljskoartilerijski polk                             | 1. marec 1914 - 31. julij 1914      |
| Nemško cesarstvo    | Bataljonski adjutant                  | 1. pehotni polk kralja Wilhelma                          | 2. september 1914 - januar 1915     |
| Nemško cesarstvo    | Poveljnik čete                        | Okrepljena četa, 1. pehotni polk kralja Wilhelma         | januar 1915 - september 1915        |
| Nemško cesarstvo    | Poveljnik čete                        | Württemberški gorski bataljon                            | oktober 1915 - 8. januar 1917       |
| Nemško cesarstvo    | Poveljnik                             | Württemberški gorski bataljon                            | 24. november 1917 - januar 1918     |
| Nemško cesarstvo    | Oskrbovalni častnik                   | Württemberško generalpoveljstvo za posebne namene št. 64 | januar 1918 – božič 1918            |
| Nemško cesarstvo    | Poveljnik čete                        | 124. württemberški pehotni polk                          | božič 1918 - marec 1919             |
| Nemško cesarstvo    |                                       | 32. varnostna četa                                       | marec 1919 - junij 1919             |
| Nemško cesarstvo    | Vodja čete                            | 1. četa, 25. württemberški strelski polk                 | 25. junij 1919 - december 1921      |
| Weimarska republika | Vodja čete                            | Strojniška četa, 13. pehotni polk                        | december 1921 - 30. september 1929  |
| Weimarska republika | Načelnik inšpektorjev                 | Pehotna šola Dresden                                     | 1. oktober 1929 – september 1933    |
| Tretji rajh         | Poveljnik                             | III. bataljon, 17. pehotni polk                          | 1. oktober 1933 – september 1935    |
| Tretji rajh         | Vodja učnega letnika                  | Vojna šola Potsdam                                       | 15. oktober 1935 – 1. oktober 1938  |
| Tretji rajh         | Povezovalni častnik pri Hitlerjugendu | Vojno ministrstvo Nemčije                                | februar 1937 – september 1938       |
| Tretji rajh         | Poveljnik                             | Führerjev spremni bataljon                               | 1. oktober 1938 – 9. oktober 1938   |
| Tretji rajh         | Poveljnik                             | Vojna šola Dunajsko Novo mesto                           | 10. november 1938 – marec 1939      |
| Tretji rajh         | Poveljnik                             | Führerjevo poveljniško mesto                             | marec 1939                          |
| Tretji rajh         | Poveljnik                             | Führerjevo poveljniško mesto                             | 23. avgust 1939 – 5. februar 1940   |
| Tretji rajh         | Poveljnik                             | 7. tankovska divizija                                    | 15. februar 1940 - 14. februar 1941 |
| Tretji rajh         | Poveljujoči general                   | Nemški afriški korpus                                    | 14. februar 1941 – 15. avgust 1941  |
| Tretji rajh         | Poveljnik                             | Tankovska skupina Afrika                                 | 15. avgust 1941 – 22. januar 1942   |
| Tretji rajh         | Vrhovni poveljnik                     | Tankovska armada Afrika                                  | 22. januar 1942 – 23. februar 1943  |
| Tretji rajh         | Vrhovni poveljnik                     | Armadna skupina Afrika                                   | 23. februar 1943 – 9. marec 1943    |
| Tretji rajh         | Vodja                                 | Posebni štab Rommel                                      | 20. maj 1943 – 12. julij 1943       |
| Tretji rajh         | Vrhovni poveljnik                     | Armadna skupina B                                        | 14. julij 1943 – 17. julij 1944     |

### Napredovanja
| Država              | Čin                     | Datum              |
| ------------------- | ----------------------- | ------------------ |
| Nemško cesarstvo    | Fähnrich                | 19. julij 1910     |
| Nemško cesarstvo    | Poročnik                | 27. januar 1912    |
| Nemško cesarstvo    | Nadporočnik             | 18. september 1915 |
| Nemško cesarstvo    | Stotnik                 | 18. oktober 1918   |
| Weimarska republika | Major                   | 1. april 1932      |
| Tretji rajh         | Podpolkovnik            | 1. oktober 1933    |
| Tretji rajh         | Polkovnik               | 1. oktober 1937    |
| Tretji rajh         | Generalmajor            | 1. avgust 1939     |
| Tretji rajh         | Generalporočnik         | 9. februar 1941    |
| Tretji rajh         | General tankovskih enot | 1. julij 1941      |
| Tretji rajh         | Generalpolkovnik        | 24. januar 1942    |
| Tretji rajh         | Generalfeldmaršal       | 21. junij 1942     |

### Odlikovanja
| Država             | Odlikovanje                                                          | Slika | Datum                             |
| ------------------ | -------------------------------------------------------------------- | ----- | --------------------------------- |
| Württemberg        | Zlata zaslužnostna medalja                                           |       | 25. februar 1915                  |
| Bavarska           | Vojaški zaslužnostni red IV. razreda z meči                          |       |                                   |
| Bavarska           | Vojaški zaslužnostni križec II. razreda                              |       |                                   |
| Württemberg        | Red Friderika z meči I. razreda                                      |       |                                   |
| Württemberg        | Viteški križec vojaškega zaslužnostnega reda                         |       | 8. april 1915                     |
| Avstro-Ogrska      | Vojaški zaslužni križec III. razreda                                 |       |                                   |
| Prusija            | Železni križec II. razreda                                           |       | 30. september 1914                |
| Prusija            | Železni križec I. razreda                                            |       | 22. marec 1915                    |
| Prusija            | Pour le Mérite                                                       |       | 10. december 1917                 |
| Prusija            | Ranjenska značka v srebru                                            |       | 1918                              |
| Tretji rajh        | Častni križec za frontne bojevanike                                  |       | 1934                              |
| Tretji rajh        | Medalja ob združitvi 1. oktobra 1938 s priponko Praško mesto         |       |                                   |
| Tretji rajh        | Medalja ob združitvi Memela z domovino                               |       |                                   |
| Tretji rajh        | Službeno odlikovanje Wehrmachta IV. razreda                          |       |                                   |
| Tretji rajh        | Službeno odlikovanje Wehrmachta III. razreda                         |       |                                   |
| Tretji rajh        | Službeno odlikovanje Wehrmachta II. razreda                          |       |                                   |
| Tretji rajh        | Službeno odlikovanje Wehrmachta I. razreda                           |       |                                   |
| Tretji rajh        | Priponka k železnemu križcu II. razreda                              |       | 17. maj 1940                      |
| Tretji rajh        | Priponka k železnemu križcu I. razreda                               |       | 21. maj 1940                      |
| Tretji rajh        | Viteški križec železnega križca                                      |       | 27. maj 1940                      |
| Tretji rajh        | Viteški križec železnega križca s hrastovimi listi                   |       | 20. marec 1941                    |
| Tretji rajh        | Viteški križec železnega križca s hrastovimi listi in meči           |       | 20. januar 1942                   |
| Tretji rajh        | Viteški križec železnega križca s hrastovimi listi, meči in diamanti |       | 11. marec 1943                    |
| Tretji rajh        | Ranjenska značka v zlatu                                             |       | 7. avgust 1944                    |
| Tretji rajh        | Tankovska bojna značka v srebru                                      |       |                                   |
| Kraljevina Italija | Medalja za pogum v srebru                                            |       | 22. april 1941                    |
| Kraljevina Italija | Veliki častniški križec kolonialnega reda zvezde Italije             |       | 28. april 1942                    |
| Savoja             | Veliki častniški križec vojaškega reda Savoje                        |       | 1942                              |
| Romunija           | Vojaški red Mihaela Pogumnega III. in II. razreda                    |       | 12. julij 1944                    |
| Tretji rajh        | Omemba v Poročilu Wehrmachta                                         |       | 26. junij 1942 10. september 1943 |

## Mnenje o Rommlu
Rommel je bil že v času življenja izjemno dobro poznan ne samo med Nemci, ampak tudi med svojimi nasprotniki. Zgodbe o njegovem viteštvu in taktični sposobnosti so povzročile spoštovanje pri številnih zaveznikih; med njimi so bili tako Claude Auchinleck, Winston Churchill, George S. Patton, Bernard Montgomery,... Rommel je prav tako bil spoštljiv do svojih nasprotnikov. Hitler ga je uvrščal med svoje priljubljene generale.
Afriški korpus ni bil nikoli obtožen nobenih vojnih zločinov in Rommel sam je severnoafriško kampanjo štel za vojno brez sovraštva (Krieg ohne Hass). Številni primeri tako kažejo Rommlovo viteško naravo glede zavezniških vojnih ujetnikov: tako je zavrnil Hitlerjev Kommandobefehl (glede usmrtitvi zajetih komadosov) in ukaz glede usmrtitve judovskih vojnih ujetnikov. Med delovanjem v Franciji je tako zavrnil ukaz o deportaciji francoskih Judov; zaradi takega ravnanja z Judi je napisal več protestnih pisem. Ko je bil britanski major Geoffrey Keyes ubit med propadlim komandoškim napadom, s katerim so hoteli ujeti ali ubiti Rommla, je Rommel ukazal, da ga pokopljejo z vsemi vojaškimi častmi. Med gradnjo Atlantskega zidu je ukazal, da se francoske delavce ne obravnava kot suženjsko silo, ampak je dosegel, da so jih plačevali v skladu s pravili.
Njegovi vojaški kolegi so velikokrat pripomogli k širjenju njegove legende. Njegov podrejeni Kircheim, ki je bil zasebno kritičen do Rommla, je tako pojasnil: »Zahvaljujoč propagandi, sprva Goebbelsovi, nato Montgomeryjevi in nazadnje, ko je bil zastrupljen (sic), je postal simbol najboljše vojaške tradicije. Kakršnakoli javna kritika te legendarne osebnosti bi kvarila ugled nemškega vojaka.«
Po vojni, ko je Rommlova domnevna vpletenost v zaroto postala znana, je njegov ugled med bivšimi zavezniškimi narodi še bolj zrasel. Tako ga je zahodni tisk velikokrat označil za lojalnega Nemca, ki pa se je uprl Hitlerju. Film The Desert Fox: The Story of Rommel (1951) je še pripomogel k povečanju njegovega ugleda kot enega najbolj znanih in spoštovanih poveljnik Wehrmachta. Leta 1970 so po njem poimenovali rušilec razreda lütjens FGS Rommel.
Po Rommlu so poimenovali tudi operacijo Puščavska lisica: ameriški vojaški udar na domnevna iranska poslopja z jedrsko oborožitvijo.

### Rommel in nacistična ideologija
Kljub dobremu glasu tako med Nemci kot tudi med zavezniki ter njegovemu humanemu značaju pri vojskovanju in ravnanju z ujetniki, njegove izjave v gestapovskih dokumentih, določena pisma in memorandum nacističnih voditeljev postavljajo njegovo viteško in humano naravo pod vprašaj. Tako naj bi bil po besedah nekaterih strokovnjakov »izdelek« nacistične propagande ter voljno orodje stranke. Na vprašanje Rommlovega odnosa do nacistične ideologije je torej težko odgovoriti, saj kljub temu, da ni bil član NSDAP, ni nasprotoval oz. ugovarjal ustanovitvi nacističnega sistema in je zgradil uspešno kariero v Wehrmachtu.
Tesni odnosi med Rommlom in Hitlerjem so opisani v mnogih virih. Po dodelitvi položaja poveljnika Führerjevega poveljniškega mesta je bil v neposrednem stiku s Hitlerjem že od prve polovice leta 1939. Od takrat je Hitler osebno nadziral in spodbujal Rommlovo vojaško kariero. Tudi na osebni ravni sta imela zelo dobre odnose, kar med drugim potrjuje dejstvo, da je bil Rommel eden od Hitlerjevih najljubših generalov. Rommel je imel po besedah Kesselringa skorajda »hipnotičen vpliv«, kar je razvidno tudi iz zapiskov pogovora med Goebbelsom in Hitlerjem oktobra leta 1942:
»Rommel je pustil na njem [Hitlerju] globoki vtis. [...] Je trdno prepričan, da mu nacionalsocializem ni le blizu, temveč je nacionalsocialist. [...]«
Nekateri strokovnjaki navajajo, da je Rommel Hitlerja in njegov režim občudoval, mu brezpogojno služil in ga nasplošno zagovarjal, nekateri pa ga opisujejo tudi kot Hitlerjevega brezpogojnega »vazala«. V pismu, naslovljenemu njegovi ženi septembra 1939, je med drugim zapisal: »Čudovito je, da imamo takšnega voditelja, kot je Hitler.« V nekem drugem pismu je tudi zapisal naslednje: »S Führerjem se velikokrat pogovarjava o zaupnih stvareh. Njegovo zaupanje pomeni zame veliko več kot pa položaj generala.« Ta odnos se sicer po eni strani ne sme enačiti z nacističnim prepričanjem, zlasti zaradi Rommlovega stališča, po katerem nima dobri odnos nobenega opravka z nacistično ideologijo.
Že iz zgornjega in mnogih drugih virov je razvidno, kako slabo je Rommel dejansko poznal nacistično ideologijo, zaradi česar jo je tudi posledično malo kritiziral, še posebej v zgodnjih letih vojne. Tako bi lahko opisali Rommla tudi kot politično »naivnega« človeka, ki ni zmogel oz. ni hotel razumeti poteka političnega dogajanja, po drugi strani pa se kot vojaška oseba ni smel vpletati v nacistično politiko. Kot občudovalec Hitlerja in zvesti vojak je torej po vsej verjetnosti prezrl oz. spregledal zločinsko naravo nacizma. To stališče nazorno prikazuje njegov predlog Hitlerju leta 1943 o izvolitvi nekega Juda za položaj gauleiterja (okrožni vodja, naslov visokih funkcionarjev NSDAP), kar bi po njegovem mnenju izboljšalo javno mnenje o Tretjem rajhu po svetu; Hitler se je na predlog odzval z naslednjimi besedami: »Moj dragi Rommel, ničesar ne razumete o tem, kaj hočem doseči.«

## V fikciji
V filmih so ga upodobili naslednji igralci:
- Erich von Stroheim: Pet grobov do Kaira (1943);
- James Mason: The Desert Fox (1951) in The Desert Rats (1953);
- Werner Hinz: Najdaljši dan (1962);
- Christopher Plummer: Noč generalov (1966);
- Karl Michael Vogler: Patton (1970);
- Wolfgang Preiss: Raid on Rommel (1971);
- Robert Culp: Ključ do Rebeke (1985);
- Hardy Krüger: War and Remembrance (1988);
- Michael York: Night of the Fox (1990);
- Helmut Griem: The Plot to Kill Hitler (1990) in
- Brian Jackson: Patricid (2007).

V romanu alternativne zgodovine Človek v visokem dvorcu (Philip K. Dick) je Rommel nacistično postavljeni predsednik Združenih držav Amerike v zgodnjih 60. letih 20. stoletja.
V alternativno-zgodovinskem romanu Fox on the Rhine (ISBN 0-8125-7466-4; Douglas Niles in Michael Dobson) je bil Hitler ubit 20. julija 1944. Rommel ne naredi samomora in stori drugačne ofenzivne odločitve kot v resnici. Kljub temu se roman konča z Rommlovo predajo zahodnim zaveznikom. Romanu je sledilo nadaljevanje Fox at the Front (ISBN 0-641-67696-4).
V romanu Bread and Swans (Donna Barr) zgodovinski Rommel govori o svojih težavah in karieri s fikcijskim mlajšim bratom, Pfirsichom, ki je znan tudi kot puščavska breskev. Oba Rommla se tako pojavita tudi v seriji stripov The Peach.
Roman Killing Rommel (Steven Pressfield) govori o izmišljenem poskusu atentata na Rommla v Afriki.

## Dela
- Rommel, Erwin. (1937). Pehota napada (Infanterie greift an). Potsdam: Voggenreiter.
- Rommel, Erwin. (1950). Krieg ohne Haß. Heidenheim/Brenz: Hrsg. von Lucie-Maria Rommel u. Fritz Bayerlein. Verlag Heidenheimer Zeitung.